# Olenyinói járás

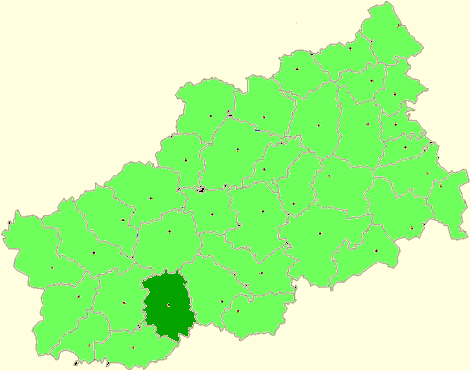
Az Olenyinói járás a Tveri területen

Az Olenyinói járás (oroszul Оленинский район) Oroszország egyik járása a Tveri területen. Székhelye Olenyino.

## Népesség
- 1989-ben 18 892 lakosa volt.
- 2002-ben 14 817 lakosa volt.
- 2010-ben 12 675 lakosa volt, melyből 11 323 orosz, 116 ukrán, 114 cigány, 100 örmény, 40 tatár, 39 fehérorosz, 28 csuvas, 26 moldáv, 25 üzbég, 15 azeri, 11 tabaszaran stb.